# Talmi-Teszub

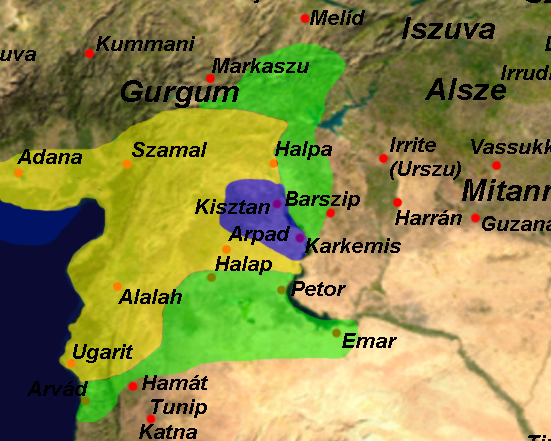
Kargamis területe

Talmi-Teszub (más néven talán Hiszmi-Teszub, Ḫišmi-Tešub, a név jelentése: Teszub Nagy) Kargamis uralkodója volt körülbelül az i. e. 13-12. század fordulója táján. Apját, I. Ini-Teszubot követte a trónon, és őt fia, Kuzi-Teszub váltotta fel. A hosszú időn keresztüli szabályos trónváltások Kargamis belső stabilitását jelzik. Annak ellenére igaz ez, hogy egy nehezen értelmezhető felirat III. Tudhalijasz alatt arról beszél, hogy egy Lupakki nevű személy uralja Kargamist.
Talmi-Teszub még i. e. 1209 előtt kezdte meg uralkodását, mivel III. Ammistamru még élt a trónra lépéskor. Uralkodása i. e. 1209 után ért véget, mivel VI. Ibiranu ugariti királlyal (III. Ammistamru fia) is levelezésben állt, sőt i. e. 1190 után, mivel Ibiranu fia, III. Níkmaddu is levelezésben állt vele. Az ugariti III. Hammurapival való korrelációja is lehetséges, azaz körülbelül az i. e. 1180-as dátum. Ez a dátum már azt valószínűsíti, hogy megérte Hatti végleges bukását. A II. Szuppiluliumasszal kötött szerződése (Pijaszilisz, Szarhurunuvasz és I. Ini-Teszub szerződéseinek felújítása) megerősíti datálását. Ebben a levélben a kunuk Talmi-Tešub šar māt K. mār Ini-Tešub megnevezése szerepel, ami a szerződés Ini-Teszubhoz kötődő jogcímét erősíti meg. Ugyanakkor ez a szerződés a megszövegezésében már olyan, mintha két egyenrangú hatalom kötötte volna, a megerősítés már csak névleges.
A Talmi-Teszub által vezetett Kargamis túlélte a tengeri népek támadásait, amelynek hatására Hatti megszűnt létezni, és a Közel-Kelet történelme új irányt vett. Talmi-Teszub rendezett, és immár teljesen önálló középhatalmat hagyott fiára, amely a korábbi hettita nagybirodalmi hagyományokból következően uralta Fönícia északi részének és Észak-Szíriának jelentős részét, de hatalmát tovább növelte a Hatti által elvesztett anatóliai területek egy részével. Így Kizzuvatna déli része  és az Eufrátesz nagy kanyarjának teljes térsége is hatalma alá került.